# اوبد دلامینی
اوبد دلامینی (انگلیسی: Obed Dlamini; زاده ۴ آوریل ۱۹۳۷ – درگذشته ۱۸ ژانویهٔ ۲۰۱۷) سیاستمدار اهل اسواتینی بود. وی نخست‌وزیر سابق اسواتینی بود.